# Cotah Ramaswami
Cotah Ramaswami (Madras, 16 giugno 1896 – ...) è stato un tennista e crickettista indiano.

## Carriera
Membro della Squadra indiana di Coppa Davis, prese parte al torneo di Wimbledon nel 1921 e nel 1922 nonché all'International Lawn Tennis Challenge 1922.